# Kaito Kiyomiya
Kaito Kiyomiya   (清宮 海斗 Kiyomiya Kaito, nacido el 17 de julio de 1996) es un luchador profesional japonés quien actualmente trabaja para Pro Wrestling Noah (NOAH).
Ha sido tres veces campeón mundial al ser Campeón Peso Pesado de la GHC. También fue una vez Campeón en Parejas de GHC y fue ganador del Global League (2018).

## Primeros años
Kiyomiya creció como fanático de la lucha libre profesional de por vida, y citó a Mitsuharu Misawa como su mayor inspiración. Kiyomiya usó baúles verdes durante su carrera temprana como tributo a Misawa.

## Carrera

### Pro Wrestling Noah (2015-presente)
Kiyomiya comenzó a entrenar en el dojo de Pro Wrestling Noah inmediatamente después de graduarse de la escuela secundaria en marzo de 2015 y debutó el 9 de diciembre, perdiendo ante Hitoshi Kumano en Winter Navigation. Kiyomiya se enfrentó a Kumano de nuevo al día siguiente, perdiendo una vez más. Kiyomiya quedaría sin victorias durante el resto de 2015, perdiendo ante Taiji Ishimori, Quiet Storm, Genba Hirayanagi y Yoshinari Ogawa. Se asoció con Yoshihiro Takayama en Destiny 2015 siendo derrotados por Ogawa y Kumano.
Kiyomiya permanecería sin victorias hasta el 17 de marzo, cuando se unió a Mitsuhiro Kitamiya y Hitoshi Kumano para derrotar a Kyu Mogami, Ayato Yoshida y Go Asakawa en un show de Taka y Taichi Produce para su primera victoria profesional. En ese mismo programa, Kiyomiya participó en una batalla real, que finalmente ganó Takashi Iizuka. El 27 de marzo en We Are Suzuki-Gun 2, Kiyomiya se unió a Hitoshi Kumano para derrotar a Teruaki Kanemitsu y Hirai Kawato de NJPW.
El 19 de mayo, Kiyomiya debutó en New Japan Pro-Wrestling en Lion's Gate Project 2, derrotando a Kawato una vez más, esta vez en un combate individual. La primera gran victoria de la carrera de Kiyomiya sería en We Are Suzuki-Gun 3 el 18 de junio, donde superó a Taiji Ishimori, Quiet Storm, Akitoshi Saito, Muhammad Yone, Andy Dalton, Eclipse, Hiroyo Matsumoto, Hitoshi Kumano, Ryo Kawamura, Shiro Tomoyose y Yoshinari Ogawa ganarán el Royal Rumble Match del cuarto aniversario de cumpleaños de Minoru Suzuki, y le otorgarán el derecho a un combate contra Suzuki.
Kiyomiya luchó de nuevo por NJPW el 1 de septiembre en el Lion's Gate Project 3, representando a Noah junto a Masa Kitamiya, Katsuhiko Nakajima, Maybach Taniguchi y Go Shiozaki en un combate de diez hombres en el que fueron derrotados por Hiroyoshi Tenzan, Satoshi Kojima, de NJPW. Yuji Nagata, Manabu Nakanishi y Katsuyori Shibata. Kiyomiya compitió nuevamente por K-DOJO el 1 de octubre, formando equipo con GO Asakawa y Dinosaur Takuma en una derrota ante Saburo Inematsu, Daigoro Kashiwa y Kotaro Nasu. Kiyomiya fue derrotada en una revancha contra Minoru Suzuki el 23 de octubre.
Kiyomiya regresó de su excursión el 22 de diciembre, enfrentándose y desafiando a Kenoh después de haber derrotado a Eddie Edwards para ganar el Campeonato Peso Pesado de la GHC. Posteriormente, Kiyomiya fue nombrada como el primer retador de Kenoh por el título. Kiyomiya perdió por nocaut el 6 de enero de 2018. Después del combate, Kenoh y Takashi Sugiura le dieron la espalda a Kiyomiya, atacándolo, pero fue salvado por toda el roster de NOAH, específicamente Go Shiozaki, quien lo ayudó a regresar, cambiándose a face. El 11 de abril, Kiyomiya y Shiozaki derrotaron a Kenoh y Takashi Sugiura para ganar la Liga de Etiqueta Global de 2018. Unas semanas más tarde, el 29 de abril, los dos derrotaron a The Aggression (Katsuhiko Nakajima y Masa Kitamiya) para ganar el Campeonato en Parejas de GHC, pero perdieron los títulos de nuevo exactamente un mes después, el 29 de mayo.
En el episodio final de la segunda temporada de NOAH Monday Magic, derrotó a Jake Lee ganando una oportunidad por el Campeonato Peso Pesado de GHC que se pactó para NOAH Wrestle Magic.

## Campeonatos y logros
- Pro Wrestling NOAH

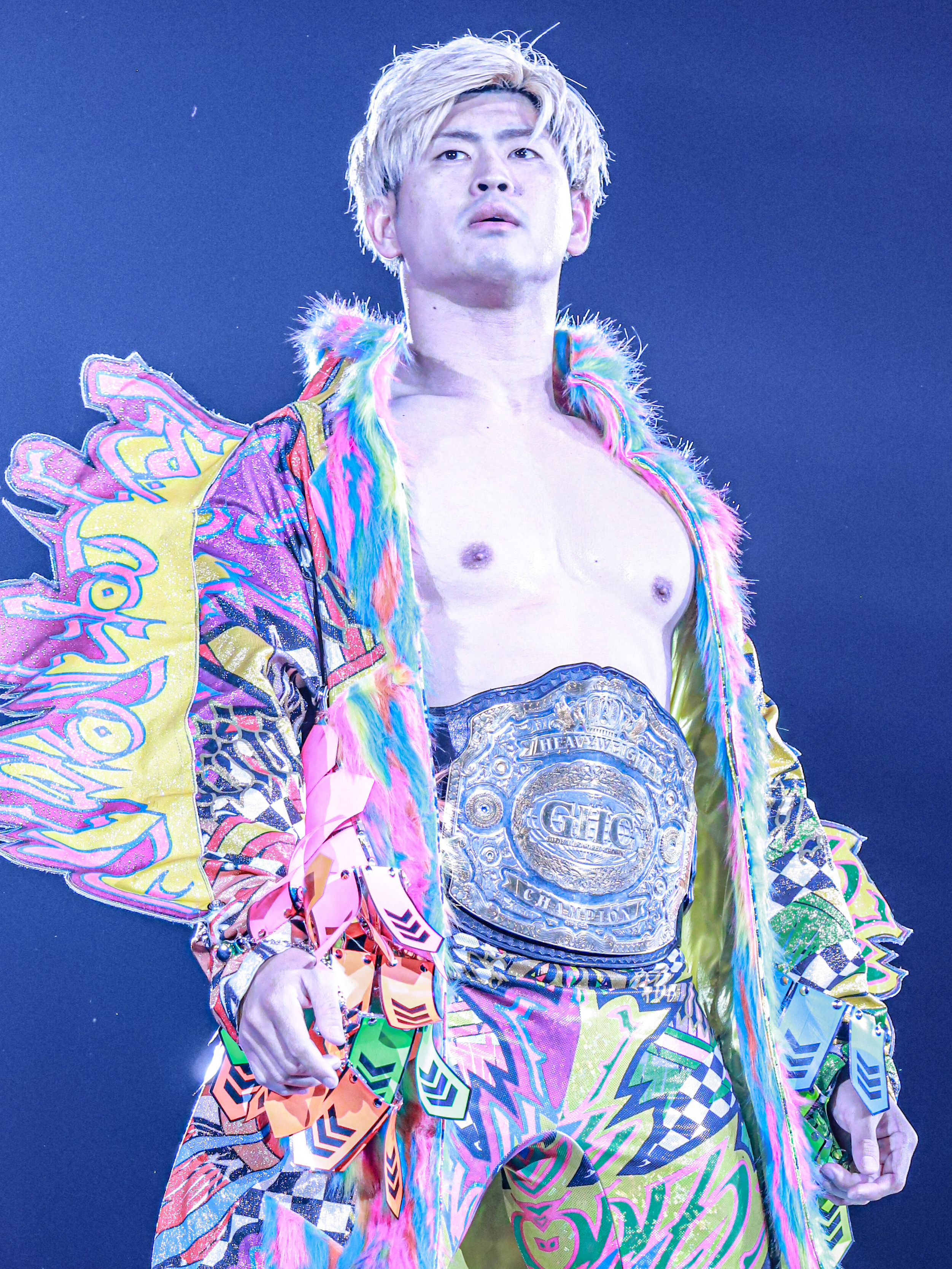
Kiyomiya como Campeón Peso Pesado de GHC en 2023

  - GHC Heavyweight Championship (3 veces)
  - GHC Tag Team Championship (2 veces) – con Go Shiozaki (1), con Masa Kitamiya (1)
  - Global League/N-1 Victory (2018, 2022 y 2024)
  - Global Tag League (2018) – con Go Shiozaki
  - Victory Challenge Tag League (2024) – con Ryohei Oiwa

- Dragon Gate
  - Open the Twin Gate Championship (1 vez) — con Alejandro[11]

- Pro Wrestling Illustrated
  - Situado en el Nº64 en los PWI 500 de 2019[12]
  - Situado en el Nº36 en los PWI 500 de 2020[13]
  - Situado en el Nº125 en los PWI 500 de 2021[14]
  - Situado en el Nº179 en los PWI 500 de 2022[15]
  - Situado en el Nº29 en los PWI 500 de 2023[16]